# Lophichthys
Lophichthys is een monotypisch geslacht van straalvinnige vissen uit de familie van voelsprietvissen (Lophichthyidae).

## Soort
- Lophichthys boschmai Boeseman, 1964